# Belenus
În mitologia celtică, Belenus este o zeitate masculină adorată în Galia, Britania, și în zonele celtice ale Italiei și Austriei. Mai este cunoscut și sub numele Belinus, Belenos, Belinos, Belinu, Bellinus, Belus sau Bel. Numele lui înseamnă "strălucitorul", el fiind un zeu al focului și al vindecării. În unele legende el apare ca un zeu al războiului. Romanii l-au identificat cu zeul Apollo. În onoarea lui Belenus, celții organizau o sărbătoare ritualică importantă numită "Beltrine". Consoarta acestui zeu era Belisama.